# Antal Kocsis
Antal Kocsis (Budapest, 17 novembre 1905 – Titusville, 25 ottobre 1994) è stato un pugile ungherese.

## Palmarès

### Olimpiadi
- Oro a Amsterdam 1928 nei pesi mosca.